# Dmitri Lîkin
Dmitri Lîkin (n. 13 martie 1974, Omsk, RSFS Rusă, URSS) este un trăgător de tir ce a reprezentat Rusia, medaliat olimpic. A participat la 3 ediții ale Jocurilor Olimpice (1996, 2000, 2004) în care a câștigat o medalie de bronz.